# Stație spațială

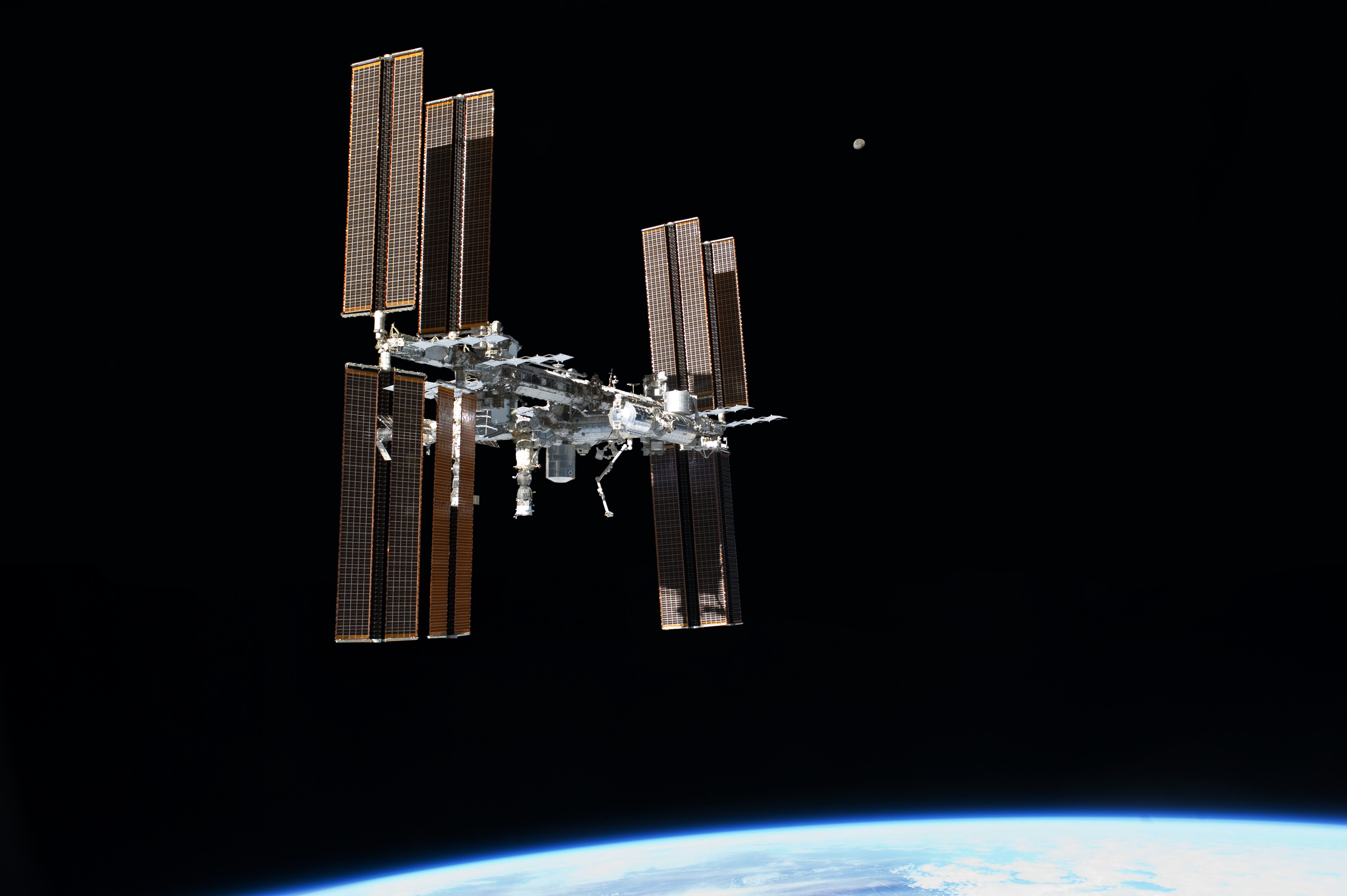
Staţia Spaţială Internaţională

O stație spațială este o structură artificială creată pentru locuire de către oameni în spațiu. Până acum au fost construite doar stații aflate pe orbita joasă a Pământului, numite și stații orbitale. O stație spațială se deosebește de alte nave spațiale prin faptul că îi lipsesc sisteme specifice de propulsie sau de aterizare — pentru transport sunt folosite alte vehicule. De obicei nu are nevoie de o formă aerodinamică, mai ales atunci când se asamblează în afara atmosferei, direct în orbită, din componente aduse cu rachete sau navete spațiale. Stațiile spațiale sunt proiectate pentru locuire pe termen mediu, pe durate de ordinul săptămânilor, lunilor și chiar anilor. Singura stație spațială folosită în prezent (2010) este Stația Spațială Internațională.

## Utilizări
Stațiile spațiale au fost folosite atât în scopuri militare, cât și în scopuri civile. Ultima stație spațială folosită în scopuri militare a fost Salyut 5, în cadrul programului Almaz al Uniunii Sovietice în 1976 și 1977.

## Tipuri de stații spațiale

### Monolitice
În general, stațiile spațiale lansate până în prezent au fost de două tipuri; primele, Salyut și Skylab, au fost "monolitice", construite și lansate în cadrul unei singure misiuni, echipajul urmând să sosească mai târziu. De obicei ele aveau toate proviziile și echipamentul experimental încă de la lansare, și erau abandonate când acestea se terminau.
Începând cu Salyut 6 și 7, a apărut o schimbare; ele erau construite în așa fel încât putea sosi la bord un al doilea echipaj, cu o nouă navă spațială (din motive tehnice, o capsulă Soyuz nu poate sta mai mult de câteva luni pe orbită în siguranță). Astfel, un echipaj putea opera stația în continuare. De asemenea, vehiculele de aprovizionare de tip Progress puteau aduce provizii noi pe stație, permițând misiuni de lungă durată.

### Modulare
Al doilea grup, reprezentat de Mir și de ISS este cel modular: era lansată mai întâi o unitate de bază, iar apoi acesteia îi erau adăugate module suplimentare, de obicei cu un rol specific (pe Mir acestea erau lansate independent, în timp ce pe ISS sunt aduse cu naveta spațială). Această metodă permite o mai mare flexibilitate în operare și evită folosirea unui singur vehicul de lansare, care ar trebui să fie foarte puternic pentru a putea transporta toate componentele stației. Acest tip de stații este de asemenea proiectat să primească provizii în mod regulat, permițând astfel o durată mai mare de viață, în schimbul unor lansări regulate de vehicule spațiale pentru aprovizionare.

## Vezi și
- Listă de filme cu stații spațiale